# Месје 52
Месје 52 (М52) је расејано звездано јато у сазвежђу Касиопеја које се налази у Месјеовом каталогу објеката дубоког неба.
Деклинација објекта је + 61° 36' 0" а ректасцензија 23h 24m 48,0s. Привидна величина (магнитуда) објекта М52 износи 6,9. М52 је још познат и под ознакама NGC 7654, OCL 260.